# Copris cornifrons
Copris cornifrons là một loài bọ cánh cứng trong họ Bọ hung (Scarabaeidae).